# Ludwig von Lauter

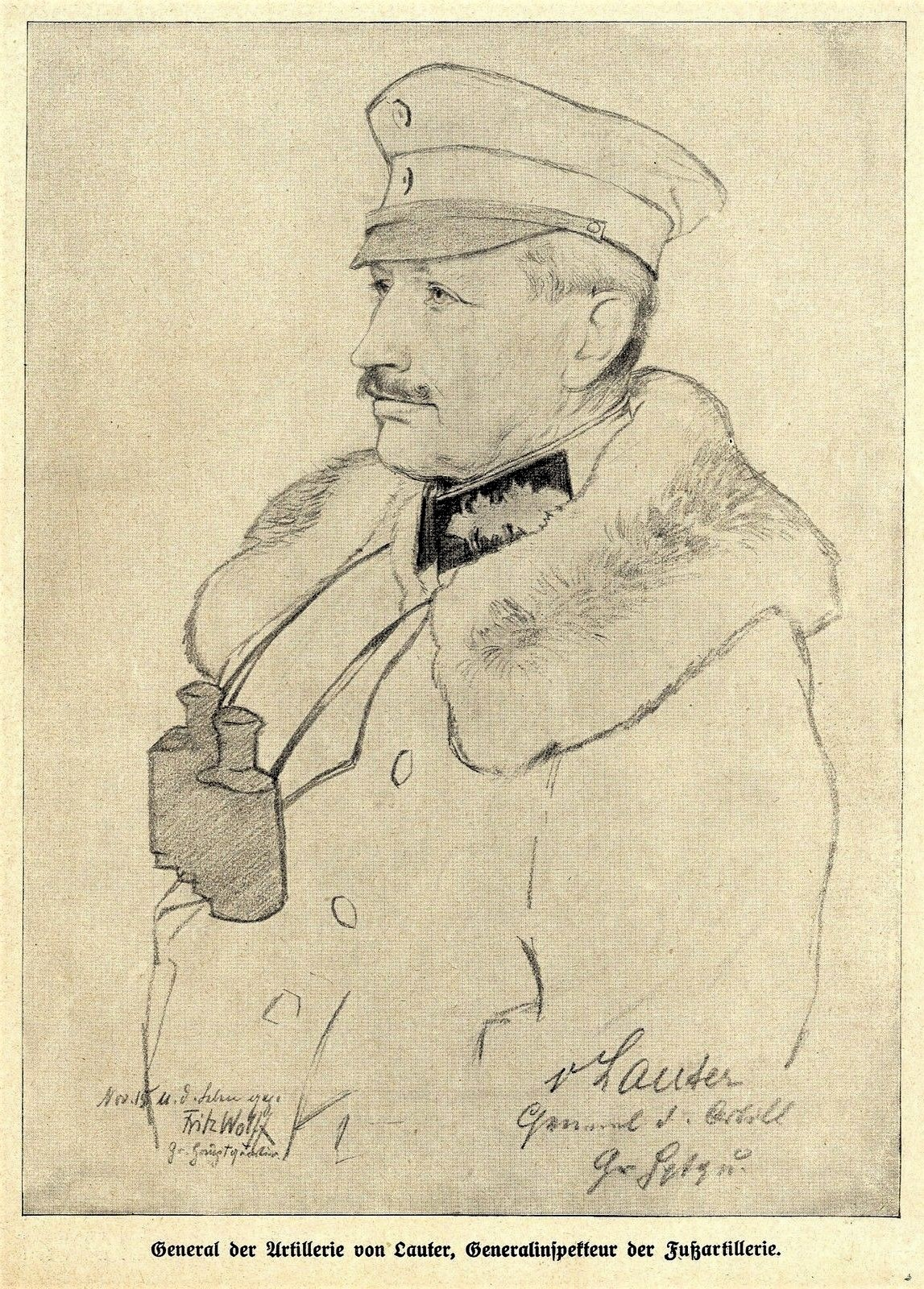
General Ludwig von Lauter, 1915. Gezeichnet von Fritz Wolff

Ludwig Wilhelm Karl Lauter, seit 1913 von Lauter (* 23. April 1855 in Georgenborn; † 8. April 1929 in Heidelberg) war ein preußischer General der Artillerie und Generalinspekteur der Fußartillerie sowie Kommandeur und später Chef des Schleswig-Holsteinischen Fußartillerie-Regiments Nr. 9. 1913 wurde Lauter anlässlich des 25-jährigen Regierungsjubiläums von Kaiser Wilhelm II. in den erblichen preußischen Adelsstand erhoben. Während des Ersten Weltkriegs war er bis 1917 General der Fußartillerie im Großen Hauptquartier. In Würdigung seiner langjährigen Verdienste wurde er im November 1917 mit dem Großkreuz des Roten Adlerordens mit Eichenlaub und Schwertern ausgezeichnet.
Lauter heiratete am 29. Dezember 1888 in Straßburg Ida Ungerer. Aus dieser Ehe ging die Tochter Walli (* 1889) hervor.